# Старый осинник у деревни Денежкино
Старый осинник у деревни Денежкино — государственный природный заказник (комплексный) регионального (областного) значения Московской области, целью которого является сохранение ненарушенных природных комплексов, их компонентов в естественном состоянии, поддержание экологического баланса. Заказник предназначен для:
- сохранения и восстановления природных комплексов;
- сохранения местообитаний редких видов растений и животных.

Заказник основан в 1977 году. Местонахождение: Московская область, городской округ Истра, сельское поселение Новопетровское, в 2 км к юго-западу от деревни Денежкино, в 2 км к северо-западу от деревни Надеждино. Площадь заказника составляет 109,04 га. Заказник включает квартал 47 (целиком) Октябрьского лесотехнического участка Савельевского участкового лесничества Истринского лесничества.

## Описание
Территория заказника расположена в зоне распространения грядовохолмистой моренной равнины на южном макросклоне Клинско-Дмитровской гряды и включает участок слабонаклонного склона моренной равнины и фрагмент долины Дубовского ручья (приток реки Ольховки).
Максимальная высота территории составляет 275,9 м (на склоне моренной равнины в северо-западном углу заказника), минимальная высота — 243,8 м (урез воды Дубовского ручья в юго-восточном углу заказника). Четвертичные отложения территории представлены преимущественно покровными суглинками и моренными отложениями, подстилаемыми дочетвертичными верхнеюрскими глинами.
Слабонаклонный (до 3—5°) участок моренной равнины, занимающий основную часть заказника, имеет общий уклон на юго-восток и прорезается долиной Дубовского ручья, расположенной в южной окраине территории. Поперечный профиль долины — корытообразный. Ширина долины ручья достигает 100—120 м. Глубина вреза долины — 4—5 м. Крутые (35—40°) и вогнутые склоны долины ручья расчленены серией коротких эрозионных форм овражного типа (шириной 3—4 м, глубиной 2—3 м). Поперечный профиль эрозионных форм — V-образный, крутизна склонов — 45—50°, характерны узкие сырые днища. Изредка в вершинных частях растущих эрозионных форм выражены обвально-осыпные стенки.
На склонах долины Дубовского ручья прослеживаются оползневые формы рельефа, в прибровочных частях бортов отмечаются единичные суффозионные воронки (диаметром 1,5—2 м, глубиной до 0,5 м).
Днище долины ручья заболочена. Ширина днища — 50—70 м. На вогнутых берегах водотока выражена узкая присклоновая пойма, на выпуклых — широкая (30—50 м) низкая пойма. В юго-восточной части заказника в русле ручья образована крупная бобровая плотина (высотой до 1,5 м).
В долине Дубовского ручья действуют современные рельефообразующие процессы — боковая и глубинная эрозия русла, аккумуляция аллювиальных отложений, оползневые процессы на склонах долины, местами (в прибровочной части склонов) — суффозионные процессы.
Общий сток поверхности поступает в Дубовский ручей (бассейн реки Истры). Длина ручья в пределах заказника — около 1,5 км. Русло ручья — извилистое. Скорость течения — 0,2 м/с. Ширина русла — 1—1,5 м, местами (выше бобровой плотины) русло разливается до 2—3 м. Глубина русла 0,5—1 м, местами — обмеленное (до 0,1—0,2 м). Дно ручья — каменистое (валунно-галечное) и песчаное.
Почвенный покров заказника представлен дерново-подзолистыми почвами на возвышенных частях склона моренной равнины, по понижениям — дерново-подзолистыми глеевыми почвами. В днище долины ручья образовались аллювиальные перегнойно-глеевые почвы.

### Флора и растительность
Большая часть территории заказника занята осиновыми и широколиственноосиновыми лещиновыми широкотравными лесами и их производными. Значительны площади ветровалов. Присутствуют небольшие фрагменты еловошироколиственных и широколиственных лесов. В долине ручья представлены сероольховые и широколиственно-сероольховые влажнотравные леса и низинные луга.
Большая часть заказника приурочена к слабонаклонной моренной равнине, где сформировались осиновые и берёзово-осиновые с участием ели и широколиственных пород лещиновые широкотравные леса на месте хвойных и хвойно-широколиственных. В них часто выражен второй ярус из ели, клёна, ясеня, вяза гладкого. В подросте представлены преимущественно широколиственные породы — клён платановидный, вяз гладкий, ясень высокий, реже — дуб, вяз шершавый и осина, в меньшей степени — ель, которая местами может превалировать. В густом (проективное покрытие не меньше 50—55 %) кустарниковом ярусе доминирует лещина, встречаются жимолость лесная, бересклет бородавчатый, рябина, изредка — волчеягодник обыкновенный, или волчье лыко (редкий и уязвимый вид, не включенный в Красную книгу Московской области, но нуждающийся на территории области в постоянном контроле и наблюдении). В травяно-кустарничковом ярусе доминируют виды широкотравья: зеленчук жёлтый, копытень европейский, сныть обыкновенная, медуница неясная, живучка ползучая, подмаренник душистый, звездчатка жестколистная, чина весенняя, овсяница гигантская, перловник поникший, бор развесистый, осока волосистая, щитовник мужской, колокольчик широколистный (редкий и уязвимый вид, не включенный в Красную книгу Московской области, но нуждающийся на территории области в постоянном контроле и наблюдении). Встречаются также кислица обыкновенная, ожика волосистая, дудник лесной, седмичник европейский, хвощ лесной, гравилат городской, осока лесная, звездчатка дубравная, вороний глаз четырёхлистный.
По локальным понижениям на междуречной равнине, при сохранении доминирования широкотравья, в составе травостоя увеличивается доля влаголюбивых видов, это: борец высокий, вербейник монетчатый, таволга вязолистная. На участках с выраженным вторым ярусом из широколиственных пород и значительной долей ели в подросте отмечены подлесник европейский (вид, занесенный в Красную книгу Московской области) и гнездовка настоящая (редкий и уязвимый вид, не включенный в Красную книгу Московской области, но нуждающийся на территории области в постоянном контроле и наблюдении). Моховой покров почти не выражен, небольшими пятнами встречаются мхи из родов плагиомниум и эуринхиум. В различных частях массива на осине и клёне встречается некера перистая (вид мхов, занесенный в Красную книгу Московской области).
В результате естественных процессов развития с возрастом происходит распад осинников, на ряде участков в центральной и южной частях заказника образовались ветровальные участки, где в первом ярусе оказались виды кустарникового яруса — лещина и рябина, а древесный ярус выражен слабо и представлен единичными видами широколиственных пород и реже — елей.
По оврагам и верхним частям склонов долины Дубовского ручья представлены фрагменты лесов с преобладанием ели и широколиственных пород — вязовые, осиново-вязовые, вязово-берёзово-еловые; со значительным участием клёна и осины, реже — ели и вязов, в подросте и менее сомкнутым (до 40—50 %) кустарниковым ярусом из лещины. В травяном покрове участвуют обычные для лесов участка виды широкотравья, а также воронец колосистый, горошек лесной, крапива двудомная, гравилат городской, щитовник картузианский, кислица, земляника лесная, пролесник многолетний.
В нижних частях склонов долины и на пойме долины Дубовского ручья преобладают сероольховые леса с участием черёмухи и единичными вязами, в подросте которых представлена почти исключительно ольха серая и черёмуха, а кустарниковый ярус не выражен или представлен малиной и единично — бузиной и шиповником майским. В травостое при наличии видов широкотравья (сныть, пролесник многолетний, зеленчук жёлтый, щитовник мужской, колокольчик широколистный) преобладают влаголюбивые виды: двукисточник тростниковидный, крапива двудомная, чистец лесной, таволга вязолистная, кочедыжник женский, недотрога обыкновенная, бодяк огородный, щучка дернистая, страусник обыкновенный. Характерно наличие лиан: хмеля, паслёна сладко-горького и горца вьюнкового.
В юго-восточной части заказника на пойме Дубовского ручья представлены влажнотравные низинные луга с единичными кустами ивы пепельной и доминированием в травостое двукисточника, таволги вязолистной и крапивы двудомной, где также отмечены хвощ лесной, звездчатка дубравная, кострец безостый, герань болотная, василистник блестящий, паслён сладко-горький, дудник болотный, камыш лесной, вербейник обыкновенный. Вследствие подтопления за счёт деятельности бобров здесь же сформировались участки лугов с абсолютным преобладанием гигрофитов: осоки острой, подмаренника топяного, хвоща приречного, где также участвуют рогоз широколистный, осока мохнатая, частуха подорожниковая, сердечник горький, вероника поточная, валериана лекарственная, мята полевая.
На просеке близ границы заказника отмечен пальчатокоренник Фукса (редкий и уязвимый вид, не включенный в Красную книгу Московской области, но нуждающийся на территории области в постоянном контроле и наблюдении).

### Фауна
Животный мир заказника отличается хорошей сохранностью и репрезентативностью для соответствующих природных сообществ запада Московской области. На территории заказника отмечено обитание 62 видов позвоночных животных: не менее двух видов рыб, четыре вида амфибий, один вид рептилий, 38 видов птиц и 17 видов млекопитающих.
Ихтиофауна заказника связана в своем распространении с протекающим здесь Дубовским ручьем. Здесь отмечено два вида рыб: усатый голец и обыкновенный подкаменщик. Последний вид является редким и уязвимым не только для территории области, но и для Центральной России в целом и занесен в Красную книгу Российской Федерации и в Красную книгу Московской области.
Основу фаунистического комплекса наземных позвоночных животных составляют виды, характерные для хвойных и лиственных лесов Нечернозёмного центра России. Доминируют виды, экологически связанные с древеснокустарниковой растительностью. Лугово-опушечные виды и виды обитатели водно-болотных местообитаний встречаются здесь значительно реже. Синантропные виды отсутствуют, что говорит о высокой сохранности местообитаний заказника.
На территории заказника выделяются четыре основных зоокомплекса (зооформации): лиственных лесов, хвойных лесов, водно-болотных местообитаний и лугово-опушечных местообитаний.
Зооформация хвойных лесов, на территории заказника связанная с ельниками, занимает преобладающую её часть. Основу населения здесь составляют: рыжая полевка, обыкновенная белка, лесная куница, чиж, желтоголовый королек, белобровик, рябчик, желна, сойка, ворон, буроголовая гаичка, московка, серая жаба. Именно на участках старых ельников с подлеском из лещины обитает кедровка — вид, занесенный в Красную книгу Московской области. Во влажных еловых лесах территории заказника встречается медведица-госпожа — редкий вид бабочек, занесенный в Красную книгу Московской области.
На участках лиственных лесов заказника преобладают выходцы из европейских широколиственных лесов: малая лесная мышь, благородный олень, зарянка, чёрный дрозд, рябинник, иволга, обыкновенная кукушка, пеночка-трещотка, славка-черноголовка, мухоловка-пеструшка. В этом типе местообитаний в старом осиннике с участием вяза, клёна и ели встречается ещё один редкий вид бабочек, занесенный в Красную книгу Московской области — многоцветница чёрно-жёлтая, или чёрно-рыжая.
Во всех типах лесов заказника обитают: обыкновенная бурозубка, заяц-беляк, зяблик, обыкновенный поползень, обыкновенная пищуха, большой пестрый дятел, вальдшнеп, обыкновенный снегирь, певчий дрозд, пеночка-весничка, пеночка-теньковка, большая синица, лазоревка, ополовник.
Зооформация лугово-опушечных местообитаний, связанная в своем распространении с лесными полянами, опушками и прогалинами, представлена следующими видами: обыкновенный крот, пашенная полевка, канюк, тетеревятник, перепелятник, лесной конек, сорока, живородящая ящерица.
Пойма Дубровского ручья служит местом обитания видов водно-болотной зооформации. Среди млекопитающих здесь наиболее обычны: американская норка, речной бобр и водяная полевка. Среди птиц в этих биотопах гнездятся кулик черныш, речной сверчок и обыкновенный соловей. Среди амфибий здесь довольно многочисленны прудовая, травяная и остромордая лягушки.
Во всех типах местообитаний заказника встречаются: горностай, ласка, лось, кабан, обыкновенная лисица.

## Объекты особой охраны заказника
Охраняемые экосистемы: осиновые и широколиственно-осиновые лещиновые широкотравные леса; широколиственные, елово-широколиственные широкотравные леса и их производные; сероольховые влажнотравные леса; низинные двукисточниково-влажнотравные луга.
Охраняемые в Московской области, а также иные редкие и уязвимые виды растений:
- виды, занесенные в Красную книгу Московской области: подлесник европейский, некера перистая;
- виды, являющиеся редкими и уязвимыми таксонами, не включенные в Красную книгу Московской области, но нуждающиеся на территории области в постоянном контроле и наблюдении: пальчатокоренник Фукса, гнездовка настоящая, волчеягодник обыкновенный, колокольчик широколистный.

Охраняемые в Московской области виды животных:
- вид, занесенный в Красную книгу Российской Федерации и в Красную книгу Московской области: обыкновенный подкаменщик;
- виды, занесенные в Красную книгу Московской области: кедровка, медведица-госпожа; многоцветница чёрно-жёлтая, или чёрно-рыжая.